# موکاسوو ۲-ا
موکاسوو ۲-ا (به لاتین: Mukasovo 2-e) یک منطقهٔ مسکونی در روسیه است که در باشقیرستان واقع شده‌است.